# Кочанај
Кочанај (алб. Koçanaj) је насељено место у општини Тропоја у округу Кукеш, Албанија. Према попису из 1989. године било је 799 становника.
Кочанај су једно од насеља племена Краснићи.